# Ямковий Леонід Семенович
Ямковий Леонід Семенович — український кінодраматург. Член Національної спілки кінематографістів України.
Народився 10 червня 1940 р. у Києві в родині військовослужбовця.
Закінчив факультет журналістики Київського державного університету ім. Т. Шевченка (1970). Працював у газетах, був редактором студії «Укркінохроніка», сценаристом Київської кіностудії ім. О. П. Довженка.

## Фільмографія
Автор сценаріїв ряду художніх, документальних та науково-популярних фільмів:
- «Важкий прес» (1968),
- «Велика Буроломка» (1969),
- «Покликання» (1970),
- «Земне тяжіння» (1973),
- «Роменська мадонна» (1973, у співавт.; Приз «Золотий голуб» XVI МКФ док. фільмів у Лейпцигу, 1973; Диплом МКФ у Тампере, 1974),
- «Таємниця Змієвих валів» (1974),
- «Серце солдата» (1974, у співавт.; Срібна медаль О. П. Довженка; Диплом МКФ в Оберхаузені, 1975; Спец, приз журі XVII МКФ док. фільмів у Лейпцигу, 1974),
- «Механізований тік» (1975),
- «Вони дивляться на нас» (1975),
- «Такі симпатичні вовки» (1975),
- «Тільки краплю душі» (1977),
- «Поїзд надзвичайного призначення» (1979, у співавт.),
- «Дає корова молоко» (1982),
- «Про солодке і гірке» (1982),
- «Місто на річці» (1983),
- «Розмова по суті»,
- «За трьома зайцями» (1985),
- «Поріг» (1986),
- «Відлуння» (1986),
- «Спорт для лінивих» (1989),
- «Що порадиш?» та ін.